# Douwe Kalma
Douwe Kalma (3. dubna 1896, Boksum – 18. října 1953, Leeuwarden) byl fríský spisovatel, básník a překladatel, člen ultrapravicové strany FFP.

## Život
Narodil se v roce 1896 jako syn farmáře Douwese Kalmy a jeho manželky Sytske Schukkingovè. V roce 1907 mu zemřel otec a s matkou se postupně stěhoval do Wurdum, Dearsum a Raerd.
Vystudoval gymnázium a začal studovat teologii v Groningenu, po roce ale studií zanechal, aby se mohl věnovat fríštině. Nastoupil na základní vojenskou službu a po ní se dlouhá léta zabýval literaturou. V letech 1927 až 1931 studoval anglický jazyk a literaturu v Groningenu. V letech 1931 až 1942 byl učitelem angličtiny v Eindhovenu.
Založil mládežnické hnutí Jongfrieske Mienskip. Hnutí pořádalo každý rok letní tábory na fríských ostrovech. Na táborech četli členové hnutí literaturu. Také hráli hry, které nasál sám Kalma a zpívali písně. Kalma také zsložil první fríský časopis o literatuře, Frisia. Podílel se také na vzniku Afûk, výboru pro všeobecné vzdělávání.
Psal brožurky a knihy ve fríském jazyce, který se snažil prosadit na školách. Do fríštiny také překládal, např. Shakespearovi hry.
Zemřel v roce 1953 při autonehodě.